# Lancaster (CDP, New Hampshire)
Der Lancaster CDP ist ein Census-designated place in der Town of Lancaster im Coös County im US-Bundesstaat New Hampshire. Die Volkszählung von 2020 erfasste 1.941 Einwohner. Der CDP wurde im Jahr 2002 erstmals vom Census definiert. Er umfasst den Kernort der Town of Lancaster.

## Lage
Der CDP erstreckt sich bei den Koordinaten 44° 29' 22.44" Nord 71° 34' 26.68" West auf einer Höhe von 257 Metern über dem Meeresspiegel am Israel River oberhalb von dessen Mündung in den Connecticut River an der westlichen Gebietsgrenze. Die 8,2 km² große Fläche des Gebietes setzt sich zusammen aus 7,7 km² Land- und 0,5 km² Wasserfläche. Durch Lancaster führen die US-2 und US-3, die sich hier kreuzen und ein kurzes Stück zusammen verlaufen. Auf sie stößt die New Hampshire State Route NH-135, die am Connecticut entlang nach Süden über Littleton nach Woodsville führt.